# ينغفي هولم
ينغفي هولم (بالسويدية: Yngve Holm)‏ هو متسابق يخت سويدي، ولد في 12 سبتمبر 1895 في Västerviks church parish ‏ في السويد، وتوفي في 16 فبراير 1943 في ستوكهولم في السويد.

## وصلات خارجية
- ينغفي هولم على موقع الاتحاد الدولي للملاحة الشراعية (موقع جديد) (الإنجليزية)
- ينغفي هولم على موقع الاتحاد الدولي للملاحة الشراعية (موقع قديم) (الإنجليزية)
- ينغفي هولم على موقع اللجنة الأولمبية الدولية (الإنجليزية)
- ينغفي هولم على موقع أوليمبيديا (الإنجليزية)
- ينغفي هولم على موقع اللجنة الأولمبية السويدية (السويدية)